# 朱孝天
朱 孝天（ジュウ・シャオティエン、英語名:ケン・チュウ、1979年〈民国68年〉1月15日-）は、台湾の人気アイドルグループ『F4』のメンバー。南京市が祖籍の外省人である。

## プロフィール
- 血液型 - AB型
- 出身 - 台湾　※家庭の事情で学生時代をシンガポールで過ごし、17歳で台湾に戻る。
- 身長 - 180cm
- 体重 - 72kg
- あだ名 - Ken、孝天（シャオテン、シャオティエン）

## 来歴
- 2000年 - 『麻辣鮮師 第1シリーズ』にて俳優デビュー。その後、一旦芸能活動を休止し、台北の日本料理店に勤務。
- 2001年 - 『流星花園』で西門総二郎を演じ、注目を集める。その後、『流星花園』で共演した3人と共に『F4』を結成。
- 2003年 - 『愛、断了線 / 情牽一線 Sky Of Love』にて映画デビュー。
- 2005年 - ソロCD『On Ken's Time / 永不停止』を発売。
- 2006年 - 初の料理本『朱孝天的美味関係』を発売。

　　11月25日　初となる来日ファンミーティングをパシフィコ横浜にて開催
　（初フォトエッセー「ケン・チュウ　おいしい関係～我が家の料理と僕の生活～」の発売会見）
- 2007年 - 2月24日,25日に、来日初ソロ公演となる　　　　　　　　　　　　　　　　　　　　　『2007 [ I・Ken ] 1st Concert』が東京国際フォーラムホールA にて開催。
- 2008年 - 3月8日,9日に、2度目の来日ソロ公演となる[ I・Ken ] KEN CHU 2008 Concert 〜Getting Real〜』が東京国際フォーラムホールＡにて開催。

　　7月6日[I・KEN] KEN CHU FAN MEETING 2008東京渋谷C.C.Lemonホール（２回公演）
- 2009年 - 3度目の来日ソロ公演となる『KEN CHU CONCERT 2009 〜Freedom〜』がJCB HALL（3月21日・3月22日）、大阪厚生年金会館（3月24日）にて開催。
- 2010年   3月19日,20日『 Ken Chu 2010 New Year Party 』東京MLB café TOKYO内Diamond Club Restauran

　　4月30日[ I・KEN ] KEN CHU FAN MEETING 2010  東京渋谷C.C.Lemonホール（２回公演）
- 2012年 『KEN CHU 2012 CONCERT -WONDERFUL SUMMER-』

　　　8/17大阪Zepp Namba OSAKA8/19東京ラフォーレミュージアム六本木（２回公演）
- 2014年 6月28日[I・KEN] FANMEETING 2014 -  東京日本橋三井ホール（２回公演）

2014年に北京电影学院导演系入学
2016年4月12日、中国の女優 ハン・ウェンウェン（韓雯雯）と結婚した。

## 出演作品

### ドラマ
- 明星★学園 第1シリーズ（麻辣鮮師） （2000年）- 陳家寶 役
- 流星花園〜花より男子〜 （原作：神尾葉子『花より男子』） （2001年）- 西門総二郎（西門） 役
- 山田太郎ものがたり〜貧窮貴公子〜 （貧窮貴公子）（原作：森永あい『山田太郎ものがたり』） （2001年）- 山田和夫（和夫） 役
- ママレード・ボーイ （橘子醬男孩）（原作：吉住渉『ママレード・ボーイ』） （2001年）- 松浦遊（松浦遊） 役
- 流星雨 （原作：神尾葉子『花より男子』、台湾版オリジナルストーリー） （2001年）- 西門総二郎（西門） 役
- 向日葵の夏（花系列向日葵） （2001年）- 周小龍 役
- 流星花園II〜花より男子〜　台湾オリジナル脚本 （2002年）- 西門総二郎（西門） 役
- 部屋においでよ（來我家吧〜Come to My place〜） （原作：原秀則『部屋においでよ』） （2002年）- 関豊和（關天健）（2002年）世界愛情夢幻賴利
- Hi 上班女郎 （2003年）- 蓋瑞 役戰神2004年奇克
- Love Storm　狂愛龍捲風（狂愛龍卷風〜Love Storm〜） （2003年）- 萬寶龍 役
- 天空之城〜City of Sky〜 （2005年）- 陸彬飛 役
- 怪盗 楚留香（原題：楚留香传奇、古龍原作の武侠ドラマ） （2007年）- 楚留香 役
- 君につづく道（這裡發現愛） （2007年 - 2008年）- 丁雨豪 役*麒麟館之戀維克
- 桃花タイフーン!!（桃花小妹）（原作：藤田和子『桃花タイフーン!!』） （2009年）- 陳起 役阿鼻神盾（2009年）	柏川
- 五月に降る雪（記得・我們有約） （2011年）- 駱家駿 役
- 女たちの孫子英雄伝（英雄）（2013年）- 范蠡 役
- 沒有承諾的愛（原名：富二代）（2013年）- 韓嘉琪 役
- 青春無極限 （2014年）- 蔡銘振 役
- 華麗上班族 （2014年）- 仲平 役
- 美丽的诱惑 （2015年）- 韓民 役
- 女人花似梦 （2015年）- 林冲 役
- 国民大生活 (2016年）- 淳于秋 役

### 映画
- スカイ・オブ・ラブ（愛、断了線 / 情牽一線 Sky Of Love） （2003年）- 聞家輝 役
- 東京審判（東京裁判を扱った中国の映画） （2006年）- 記者肖南 役
- BATANES （2007年）- Kao 役
- 愛到底（第六號瀏海） （2009年）- 牙醫師 役
- 梦回三江（2012年）- 林嘉禾 役
- 蓝色金鱼（2015年）- 于林峰 役

### バラエティ番組
- 燃燒吧!卡路里（2016年、中国）

### 舞台
- 2009年11月13～15日《他和她的两个老婆》/《宝贝，对不起》Run for your Wife　上海东方艺术中心、他中国国内巡演

## 音楽活動

### アルバム
- F4弟一張團體專輯『流星雨 / Meteor Rain』 2005年4月27日F4弟二張團體專輯発売*Fantasy 4ever / 煙火的季節 2005年7月20日発売 / Waiting For You / 在這裡等你2008年2月6日発売
- On Ken's Time / 永不停止（CDアルバム） 2005年11月23日 日本版発売
- Getting Real / 走出昨天（CDアルバム） 2009年2月18日 日本版発売

## 書籍
- 朱孝天的美味関係（ケン・チュウおいしい関係：我が家の料理と僕の生活） 2006年11月25日 日本版発売 ISBN 4-0479-1536-X